# Classe Spahi
La Classe Spahi  fut la septième classe de contre-torpilleurs construite pour la Marine nationale française entre 1908 et 1911. Elle fut réalisée sur différents chantiers navals français : Rochefort, Nantes, Bordeaux, Saint-Nazaire et La Seyne-sur-Mer. 
Les sept navires furent utilisés durant la Première Guerre mondiale : Aspirant Herber, Carabinier, Enseigne Henry, Hussard, Lansquenet, Mameluck, Spahi.  

## Conception
C'est la première classe de contre-torpilleurs de plus de 450 tonnes avec une machine à 4 chaudières.

## Victoires
Le 13 décembre 1917, le Lansquenet coule, en mer Egée (Grèce), le sous-marin allemand UC-38 de 430 tonnes. Neuf Allemands sont tués. Le reste de l'équipage est fait prisonnier.

## Les unités de la classe
- Le Spahi :
  - Chantier : Forges et chantiers de la Méditerranée à La Seyne-sur-Mer
  - Lancement : 3 mars 1908
  - Armement : 3 mars 1908
  - Fin de carrière : rayé en décembre 1927
- Le Hussard :
  - Chantier : Chantiers de la Loire à Nantes
  - Lancement : 12 septembre 1908
  - Armement : septembre 1911
  - Fin de carrière : rayé en mars 1922
- Le Carabinier :
  - Chantier : Chantiers de Penhoët à Saint-Nazaire
  - Lancement : 10 octobre 1908
  - Armement : octobre 1909
  - Fin de carrière : coulé le 15 novembre 1918
- Le Lansquenet :
  - Chantier : Dyle et Bacalan à Bordeaux
  - Lancement : 20 novembre 1909
  - Armement : octobre 1910
  - Fin de carrière : rayé en décembre 1928
- Le Mameluck :
  - Chantier : Chantiers de la Loire à Nantes
  - Lancement : 10 mars 1909
  - Armement : juin 1911
  - Fin de carrière : rayé en février 1928
- L'Enseigne Henry :
  - Chantier : Arsenal de Rochefort
  - Lancement : 12 mai 1911
  - Armement : avril 1912
  - Fin de carrière : rayé en juin 1928
- L'Aspirant Herber :
  - Chantier : Arsenal de Rochefort
  - Lancement : 30 avril 1912
  - Armement : août 1912
  - Fin de carrière : rayé en juillet 1930

## Sources
- (en) Cet article est partiellement ou en totalité issu de l’article de Wikipédia en anglais intitulé « Spahi class destroyer » (voir la liste des auteurs).